# Kupfer(II)-arsenat
Kupfer(II)-arsenat ist eine chemische Verbindung des Kupfers aus der Gruppe der Arsenate. Es ist das Kupfer(II)-Salz der Arsensäure.

## Vorkommen
Kupfer(II)-arsenat kommt natürlich in Form der Minerale Lammerit und Paralammerit, als Tetrahydrate in Form der Minerale Trichalcit (Mineralstatus fragwürdig) und Rollandit sowie als Octahydrat Babánekit vor.

## Gewinnung und Darstellung
Kupfer(II)-arsenat kann durch Neutralisation von Lösungen aus Kupfer(II)-sulfat- und Arsen(V)-oxid mit Natriumhydroxid gewonnen werden.

## Eigenschaften
Kupfer(II)-arsenat ist ein dichroitisch blauer und olivgrüner Feststoff, der in Form von Prismen oder Täfelchen vorliegt. Er nimmt an Luft kein Wasser auf und ist leicht löslich in Salzsäure. Er besitzt eine monokline Kristallstruktur mit der Raumgruppe P21/c (Raumgruppen-Nr. 14). Daneben sind von der Verbindung jedoch noch zwei Modifikationen mit den Raumgruppen P21/a (Nr. 14, Stellung 3) und P1 (Nr. 2) bekannt. Es existiert auch eine Tetrahydrat und ein Pentahydrat. Das Tetrahydrat liegt in Form von grünen kurzen Nadeln vor; es hydrolysiert in heißem Wasser und ist in starken Säuren löslich. Es wandelt sich bei 110 °C in das Dihydrat, bei 250 °C in das Monohydrat und bei 410 °C in das Anhydrat um. Das in dünnen Platten vorliegende Pentahydrat besitzt eine hexagonale Kristallstruktur mit der P63/m (Nr. 176).

## Verwendung
Kupfer(II)-arsenat ist als Insektizid, Fungizid und Holzschutzmittel einsetzbar, darf jedoch in verschiedenen Ländern, z. B. in Deutschland, nicht mehr als Pflanzenschutzmittel verwendet werden.